# Anthony Bourdain

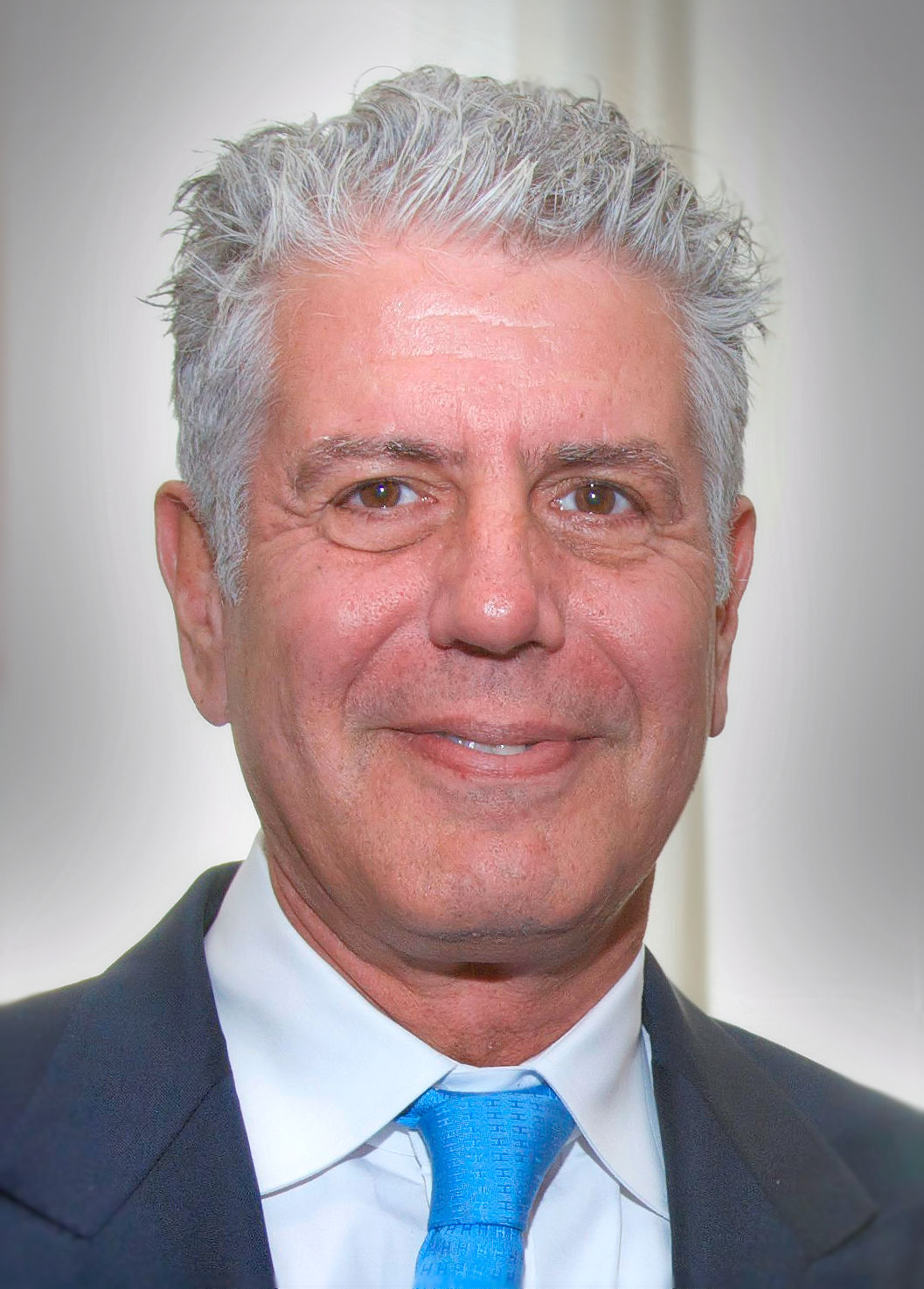
Anthony Bourdain (2014)

Anthony Michael Bourdain (* 25. Juni 1956 in New York City; † 8. Juni 2018 in Kaysersberg, Frankreich) war ein US-amerikanischer Koch, Autor und Moderator von Fernsehdokumentationen.

## Leben und Karriere
Der französischstämmige Bourdain wurde 1956 in New York City als Sohn von Pierre Bourdain (1929–1987), einem Manager von Columbia Records, und Gladys Bourdain (geborene Sacksman, 1934–2020), einer Journalistin der New York Times, geboren. Er besuchte das Vassar College in Poughkeepsie und absolvierte dann am renommierten Culinary Institute of America eine Ausbildung zum Koch. Nach verschiedenen Stationen in New Yorker Restaurants führte er dort die Brasserie Les Halles.
Der Erfolg seines Buches Kitchen Confidential (Geständnisse eines Küchenchefs. Was Sie über Restaurants nie wissen wollten) aus dem Jahr 2000 führte dazu, dass er bei Food Network eine eigene Fernsehsendung erhielt: A Cook's Tour wurde in 35 Folgen von 2002 bis 2003 ausgestrahlt. Ab 2005 war er Protagonist einer weiteren Doku-Serie im US-Fernsehen mit dem Titel Anthony Bourdain: No Reservations (2005–2012), die im deutschen Fernsehen unter dem Titel Anthony Bourdain – Eine Frage des Geschmacks lief. Es folgten weitere kulinarische Sendungen wie The Layover (2011–2013) und Anthony Bourdain: Parts Unknown (2013–2018); zudem war er für die amerikanische Ausgabe von The Taste als Juror tätig.
Bourdain veröffentlichte mehrere Bücher, jedoch nur wenige Kochbücher, sondern überwiegend Kriminalromane und Tatsachenberichte. In seinen Berichten aus der US-amerikanischen und internationalen Kochszene beschreibt er die Hintergründe des täglichen Kochens für fremde Menschen. Auch in seinen Romanen, die in diesem Milieu spielen, wird die Arbeit in der Küche und die Welt der Gastronomie, insbesondere in New York City, beschrieben.
Bourdain, der in New York City lebte, war von 1985 bis 2005 mit Nancy Putkoski verheiratet. 2007 heiratete er die Italienerin Ottavia Busia. Das Paar bekam eine Tochter und ließ sich 2016 scheiden. Ab 2017 war er mit der italienischen Schauspielerin Asia Argento zusammen.
Bourdain hielt sich wegen Dreharbeiten zu seiner Fernsehserie Parts Unknown in Frankreich auf, als er am 8. Juni 2018 in seinem Hotelzimmer in Kaysersberg Vignoble nach Suizid tot aufgefunden wurde. Er erhielt posthum die National Humanities Medal 2023.

## Kochstationen
- New York City’s Supper Club[18]
- One Fifth Avenue, New York[19]
- Sullivan’s, New York[20]
- Brasserie Les Halles, New York[21]

## Werke
Belletristik:
- Beim nächsten Mord wird alles anders (Gone Bamboo). Goldmann Verlag, München 2000, ISBN 3-442-44245-1.
- Gaumenkitzel (Bone in the Throat). Goldmann, München 1999, ISBN 3-442-44244-3.
- Mord nach Rezept (The Bobby Gold Stories). Goldmann Verlag, München 2003, ISBN 3-442-45587-1.
- No New Messages. Bloomsbury Books, London 2009, ISBN 978-0-7475-8883-2.
- Schnappt Jiro! Eine Sushi-Mörder-Ballade!. Panini Comics/Panini Verlags GmbH, Stuttgart 2014, ISBN 978-3-95798-110-3.
- Hungry Ghosts. Dark Horse Books, Milwaukee 2018, ISBN 978-1-5067-0669-6

Kulinarik:
- Geständnisse eines Küchenchefs. Was Sie über Restaurants nie wissen wollten (Kitchen Confidential, Bloomsbury, New York 2000). Aus dem Amerikanischen von Dinka Mrkowatschki, Karl Blessing Verlag; Goldmann TB, München 2001, ISBN 978-3-442-45523-2.
- Kleine Schweinereien. Eine Sammlung kulinarischer Texte (The nasty bits). Heyne, München 2007, ISBN 978-3-453-40487-8.
- Ein Küchenchef reist um die Welt. Auf der Jagd nach dem vollkommenen Genuss (A Cook’s Tour). Goldmann, München 2004, ISBN 978-3-442-45742-7.
- No Reservations. Around the World on an Empty Stomach. Bloomsbury Books, London 2007, ISBN 978-0-7475-9412-3.
- Typhoid Mary. An Urban Historical. Bloomsbury Books, London 2005, ISBN 978-0-7475-6687-8.
- Ein bisschen blutig. Neue Geständnisse. Blessing, München 2010, ISBN 978-3-89667-442-5.
- So koche ich. Im Les Halles, New York. Blessing, München 2004, ISBN 978-3-89667-269-8.
- Appetites. Ein Kochbuch. Riva-Verlag, München 2017, ISBN 978-3-7423-0209-0.

## Fernsehsendungen
- Sein Buch A Cook’s Tour wurde in Verbindung mit der gleichnamigen Fernsehsendung, die auf Food Network lief, realisiert.
- Anthony Bourdain: No Reservations (2005–2012) wurde in den USA vom Travel Channel ausgestrahlt und als Anthony Bourdain – Eine Frage des Geschmacks in Deutschland auf DMAX gezeigt. Unter dem gleichen Titel zeigte DMAX auch die Episoden der Reihe A Cook’s Tour, die in den Jahren 2000 und 2001 entstanden sind. In diesen Sendungen reiste Bourdain um die Welt und präsentierte die Esskultur der jeweiligen Region.
- von 2013 bis 2018 war er Moderator der kulinarischen Reisesendung Anthony Bourdain: Parts Unknown auf CNN.
- Bourdains erfolgreiches Buch Kitchen Confidential: Adventures in the Culinary Underbelly diente als Vorlage für eine Sitcom des Senders FOX. Die Figur des Jack Bourdain basierte dabei lose auf der des tatsächlichen Bourdain.
- Die Simpsons: Gastauftritt in Folge (23.5) – FoodFellas (The Food Wife)